# Blasicrura
Genre
Blasicrura est un genre de mollusques gastéropodes de la famille des Cypraeidae. Ses membres sont parfois placés dans le genre Cypraea.

## Liste d'espèces
Selon World Register of Marine Species (29 octobre 2014) :
- Blasicrura interrupta (J.E. Gray, 1824)
- Blasicrura pallidula (Gaskoin, 1849)
- Blasicrura summersi (Schilder, 1958)